# Волково (Краснинский район)
Во́лково — деревня в Смоленской области России, в Краснинском районе. Расположена в западной части области в 20 км к северо-востоку от Красного, и в 25 км от Смоленска, на левом берегу Днепра. Население — 152 жителя (2007 год). Административный центр Волковского сельского поселения.

## Достопримечательности
- Городище в 600 метрах юго-восточнее деревни.